# Pere Joan Sala
Pere Joan Sala  (Granollers de Rocacorba, ? - Barcelona, 1485) fue el caudillo de los remensas radicales que protagonizaron la segunda guerra remensa, que empezó con el alzamiento de Mieres en el año 1484. Durante la primera guerra remensa había sido lugarteniente de Francesc de Verntallat.
Jaume Vicens Vives considera a Pere Joan Sala una «enigmática figura» y a continuación dice de él: «abandonando la política morigerada de Verntallat… Sala atizó cuanto pudo el incendio de la discordia, con el espíritu fanático y demagógico de los revolucionarios natos. Él fue quien, con el asesinato de Desvern, dio la primera réplica violenta a la ley de 1481 [la constitución Com per lo senyor]; él había de ser quien, al atacar al oficial real Salbá en las montañas de Mieres, provocaría el desencadenamiento de las pasiones populares, retenidas durante más de veinte años».

## Biografía
Nacido en Granollers de Rocacorba, comarca del Gironés, durante la primera guerra remensa fue lugarteniente de Francesc de Verntallat. Al terminar esta guerra en 1472 quedó muy decepcionado por la actitud del rey Juan II de Aragón, a quien habían ayudado los remensas a vencer en la Guerra Civil Catalana, porque este no quiso resolver el largo conflicto que mantenían los campesinos remensas con sus señores feudales. A partir de entonces fue adoptando una posición más radical, no conformándose con la abolición de los malos usos y de otros abusos señoriales como defendían los remensas moderados, encabezados por Verntallat, sino que pasó a defender que los campesinos fueron los dueños únicos de la tierra, eliminando los derechos de los señores sobre ella.
La aprobación en 1481 de la constitución Com per lo senyor por las Cortes Catalanas con el beneplácito del rey Fernando II de Aragón provocó un enorme rechazo entre los campesinos remensas porque suponía la revocación de la suspensión de los malos usos acordada por el rey Alfonso el Magnánimo en 1455. Resultado de la creciente tensión que se vivía en el campo fue el incidente que se produjo a principios de marzo de 1482 y que estuvo protagonizado por Pere Joan Sala. En esa fecha fue hallado muerto con una flecha que le atravesaba la espalda el ciudadano de Gerona Juan Desvern en el término de Sobrerroca, en la baronía de Sant Pau. Desvern estaba recorriendo el valle de Amer reclamando censos y prestaciones atrasadas a los payeses. A principios de junio fueron detenidos y encarcelados en Gerona Sala y Joan Serinyá como autores del asesinato. Pero estos a los pocos meses fueron puestos en libertad. Al parecer las autoridades temían que su ajusticiamiento provocaría un nuevo levantamiento remensa.
Ante la intransigencia de los señores que estaban aplicando con todas sus consecuencias la constitución Com per lo senyor, Sala encabezó a los remensas radicales. Así cuando el 22 de septiembre de 1484 el oficial Salbá, enviado por el Lugarteniente General de Cataluña, se encontraba en el valle de Mieres embargando los bienes de los campesinos morosos, en compañía del veguer de Gerona, fue atacado y derrotado por una hueste remensa compuesta por varios centenares de hombres al mando de Pere Joan Sala ―Salbá perdió un ojo, el veguer de Gerona fue hecho prisionero y un soldado de la hueste de Salbá resultó muerto―. Fue el inicio de la segunda guerra remensa.
La acción de Sala contra el oficial Salbá y el veguer de Gerona lo colocó fuera de la ley ―el rey Fernando que se encontraba en Castilla le escribió al lugarteniente de Cataluña que «si partido no sereys para al Ampurdan, vos rogamos y encargamos luego partays y trabajeys en hauer a vuestras manos al Joan Sala de Granollers»―, lo que fraccionó el movimiento remensa porque el sector moderado, que continuaba confiando en la intervención de la monarquía para la solución del conflicto, no lo secundó.
Por su parte Sala y sus seguidores tras el ataque de Mieres marcharon a la comarca de Osona para después de amenazar Vich dirigirse a la comarca de La Selva. A su paso fueron provocando el levantamiento de más campesinos a los que prometían la exención completa de cualquier pago o prestación a los señores, por lo que quedarían como dueños absolutos de sus tierras, y además les decían que su causa estaba apoyada por el rey Fernando II ―la entrada en los pueblos se hacía al grito de «visca el rei», ‘viva el rey’―. Además en cada localidad que lograba sublevar Sala nombraba un lugarteniente suyo a quien los lugareños debían jurar fidelidad y homenaje. Sublevadas la Montaña, Osona y La Selva Sala pasó al Ampurdán para extender la sublevación a todo el nordeste de Cataluña. Así el 10 de noviembre se encontraba en Canet de Adri al frente de un grupo de unos 400 remensas para desde allí dirigirse a Torroella de Montgrí, pero el intento de tomar esta villa, la más importante del Bajo Ampurdán, fracasó, al no encontrar el apoyo de los remensas ampurdaneses.

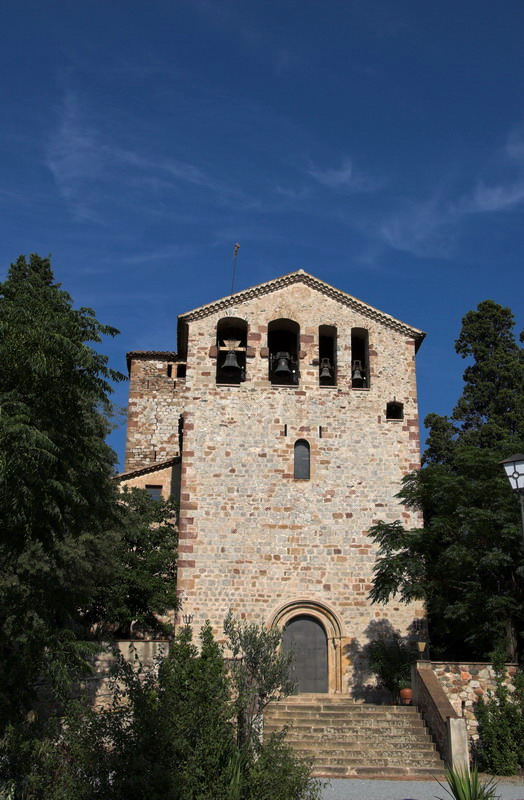
Iglesia de Santa María de Llerona, en cuyas cercanías se produjo la batalla de Llerona del 24 de marzo de 1485 en la que Pere Joan Sala fue hecho prisionero. Cuatro días después sería ejecutado en Barcelona.

Al no conseguir sublevar el Ampurdán, Sala se dirigió de nuevo hacia Vich, apoderándose a principios de diciembre del estratégico castillo de Anglés, lo que le permitió tener el camino libre para intentar conquistar Gerona, lo que de lograrlo constituiría un gran golpe militar que, según Vicens Vives, «proporcionaría el triunfo a su causa». El asalto a Gerona comenzó el 14 de diciembre pero los defensores de la ciudad lograron rechazarlo.
A mediados de enero de 1485 se reunió en Caldas de Montbuy con su sobrino Bartolomé Sala que había encabezado una sublevación remensa en Vich. Entre los dos caudillos remensas sumaban unos mil hombres. Para hacerles frente el lugarteniente de Cataluña Enrique de Aragón reclutó un ejército, del que formaría parte la Bandera de Barcelona, convocada por el Consejo de Ciento.
Poco después Sala rechazó el proyecto de concordia que le presentaron unos síndicos remensas que se habían reunido con el rey. En efecto, el 31 de enero de 1485 habían llegado a Barcelona unas cartas del rey Fernando fechadas en Sevilla en las que daba cuenta de una concordia que había firmado el 12 de enero para poner fin al pleito remensa y que había sido rubricada por nueve síndicos remensas que el sector moderado del movimiento había enviado a la corte. «Ante el futuro ―afirma Vicens Vives― se abrían para Sala dos caminos: o aceptar los puntos de vista del soberano y, favoreciendo el compromiso, envainar la espada y acogerse a la justicia o a la magnanimidad del monarca, o bien proseguir la revuelta hasta el triunfo y la derrota. Y aceptó libremente este último. ¿Por qué? Quizá por fidelidad a su estrella o por creer que una victoria sobre el ejército real le haría dueño indiscutible de la situación y en circunstancia de imponer “su” compromiso a los nobles y al monarca». De hecho al día siguiente de la reunión con los síndicos remensas moderados, que tuvo lugar el 2 de febrero, Sala, aprovechando que era un día de mercado y las puertas estaban abiertas, ocupó y saqueó Granollers, matando a varias personas y obligando a sus habitantes a pagar una importante cantidad de dinero para sufragar los gastos de la guerra.
Después de la toma y saqueo de Granollers, Pere Joan Sala y Bartolomé Sala continuaron su campaña sobre la comarca del Vallés y se apoderaron de Sabadell y de Tarrasa y a continuación pasaron al Bajo Llobregat atacando Esparraguera y Martorell. Para hacerles frente salió de Barcelona un ejército compuesto por 200 jinetes y 700 peones al mando del condestable de Aragón que consiguió recuperar Sabadell y Granollers. Cuando las fuerzas de Sala intentaron ocupar de nuevo Granollers fueron estrepitosamente derrotadas el 9 o el 10 de marzo por las huestes reales.
Tras el descalabro de Granollers Pere Joan Sala consiguió rehacer sus fuerzas y el 22 de marzo tomó y saqueó Mataró. Dos días después el condestable de Aragón tuvo noticias de que Sala estaba atacando Llerona, un pueblo situado al norte de Granollers, por lo que decidió dirigirse hacia allí a marchas forzadas. Llegó por la tarde de ese mismo día 24 de marzo e inmediatamente se produjo un combate encarnizado entre los dos ejércitos. La victoria fue para el ejército real. El ejército remensa sufrió numerosas bajas ―más de doscientos muertos― y cientos de sus hombres fueron hechos prisioneros. Entre ellos el mismo Pere Joan Sala. Este fue ejecutado ―degollado y desmembrado― en Barcelona cuatro días después, el 28 de marzo de 1485 ―su cabeza fue colgada en el Portal Nou de la ciudad―. «Así terminó la suprema aventura de su vida que durante medio año, le había hecho, a la vez, el ídolo y el terror de parte de Cataluña», comenta Vicens Vives.